# Redmi 10X
Redmi 10X 5G та Redmi 10X Pro 5G — смартфони середнього рівня суббренда Xiaomi Redmi, особливістю яких стала підтримка 5G.
Були представлені 26 травня 2020 року разом з Redmi 10X 4G.

## Дизайн
Задня панель та екран виконані зі скла Corning Gorilla Glass 5. Бокова частина виконана з пластику.
Ззаду смартфони схожі на смартфони глобальної лінійки Redmi Note 9.
За дизайном смартфони відрізняються лише розташуванням спалаху (в Redmi 10X біля модулів камери, а в 10X Pro — під модулями).
Знизу знаходяться роз'єм USB-C, динамік, мікрофон та 3.5 мм аудіороз'єм. Зверху розташовані другий мікрофон та ІЧ-порт. З лівого боку смартфона розташований слот під 2 SIM-картки і карту пам'яті формату micro SD до 512 ГБ. З правого боку розміщені кнопки регулювання гучності та кнопка блокування смартфону, яка виділена червоним кольором. 
Redmi 10X 5G та Redmi 10X Pro 5G продавалися в 3 кольорах: блакитному, золотому та рожево-синьому. 

## Технічні характеристики

### Платформа
Це перші смартфони, що отримали процесор MediaTek Dimensity 820, який має графічний процесор Mali-G57 MC5. Також смартфони отримали модем з підтримкою 5G.

### Батарея
Смартфони отримали батарею об'ємом 4520 мА·год. Також у Redmi 10X є підтримка швидкої 22.5-ватної зарядки, а в Redmi 10X Pro — 33-ватної.

### Камера
Redmi 10X отримав основну потрійну камеру 48 Мп, f/1.8 (ширококутний) + 8 Мп, f/2.2 (ультраширококутний) + 2 Мп, f/2.4 (сенсор глибини) з фазовим автофокусом та здатністю запису відео в роздільній здатності 4K@30fps. Фронтальна камера отримала роздільність 16 Мп, світлосилу f/2.3 (ширококутний) та здатність запису відео в роздільній здатності 1080p@30fps.
Redmi 10X Pro отримав основну квадрокамеру 48 Мп, f/1.8 (ширококутний) + 8 Мп, (телеоб'єктив) з оптичною стабілізацією та 3x оптичним збільшенням + 8 Мп, f/2.2 (ультраширококутний) + 5 Мп (макро) з фазовим автофокусом та здатністю запису відео в роздільній здатності 4K@30fps. Фронтальна камера отримала роздільність 20 Мп (ширококутний) та здатність запису відео в роздільній здатності 1080p@30fps.

### Екран
Екран AMOLED, 6.57", FullHD+ (2400 × 1080) зі співвідношенням сторін 20:9, щільністю пікселів 401 ppi та краплеподібним вирізом під фронтальну камеру. Також в екран вбудований сканер відбитків пальців.

### Пам'ять
Redmi 10X 5G продавався в комплектаціях 6/64, 6/128, 8/128, 8/256 ГБ
Redmi 10X Pro 5G продавався в комплектаціях 8/128 та 8/256 ГБ.

### Програмне забезпечення
Смартфони були випущені на MIUI 11 на базі Android 10. Були оновлені до MIUI 13 на базі Android 12.